# Приложна икономика
Приложна икономика се отнася до използването на приложни подходи в икономическата наука и икономически анализ, базиран на такива. Приложната икономика се характеризира от приложението на икономическата теория и иконометрията, като целта е да се откликне на практически въпроси в голям обхват от полета, например икономика на труда, икономика на развитието, икономика на здравето, монетарна икономика, публична икономика и икономическа история. Приложната икономика включва разнообразие от подходи, без да се ограничава до само до емпиричното оценяване чрез иконометрията, анализът върху „входна-изходна позиция“ или симулации, но също така използва изследването и проследяването на случаи, историческата аналогия, както и обичайния опит. 
Терминът приложна икономика произлиза от работите на Жан-Батист Сей и Джон Стюарт Мил. Сей пише за „прилагането“ на „общи принципи на политическата икономия“, за да „се осигури действието, при която и да е комбинация от неблагоприятни обстоятелства, които са налични за нас в определен момент“. Пълното заглавие на работата на Мил е Принципи на политическаа икономия с някои от техните приложения към социалната философия (Principles of Political Economy with Some of Their Applications to Social Philosophy) (1848) .
Списания в областта са The Journal of Applied Economy, Applied Economics, American Economic Journal: Applied Economics.